# Choronzon
Choronzon è un singolo pubblicato nel 1981 dalla band tedesca di musica elettronica Tangerine Dream.

## Tracce
1. Choronzon – 4:07
2. Network 23 – 4:55

Durata totale: 9:02

## I brani
Il singolo è composto da due brani (Choronzon e Network 23) che fanno parte dell'album Exit.
Il vinile è stato pubblicato solamente nel Regno Unito e nella nativa Germania.

## Formazione
- Edgar Froese – sequencer, ARP Odissey, chitarra elettrica
- Christopher Franke – Roland TR-808 Rhythm, Oberheim OB-X, percussioni elettroniche.
- Johannes Schmoelling – piano elettrico, minimoog